# NK Vitez
NK Vitez je hrvatski nogometni klub iz grada Viteza, BiH. 

## Povijest
Klub je osnovan 1947. godine kao NK Radnik, uz Radnik klub je nosio ime Sloga, a od 1954. nosi ime NK Vitez. U dva navrata nosili su sponzorska imena: 2004. NK Vitez FIS i 2009. NK Ecos Vitez. Prvi predsjednik bio je Petar Paar.
NK Vitez se u bivšoj Jugoslaviji natjecao u tadašnjem ligaškom sustavu. Od sezone 1994./95. godine Vitez se natjecao u Prvoj ligi Herceg-Bosne, a nakon stvaranja Premijer lige BiH u sezoni 2000./01. nastavljaju natjecanje u Prvoj ligi FBiH. U Prvu ligu FBiH su se ekspresno vratili nakon ispadanja u Drugu ligu u sezoni 2009./10. Za ulazak u prvu ligu igrali su play-off s momčadi NK Podgrmeč koju su pobijedili u Vitezu s 5:1, a u uzvratu u Sanskom Mostu remizirali 2:2 te s ukupnih 7:3 ostvarili plasman u Prvu ligu FBiH. U sezoni 2012./13. NK Vitez postaje prvak Prve lige FBiH što je najveći uspjeh u povijesti kluba, te ostvaruje plasman u Premijer ligu BiH. 
U debitantskoj sezoni u najvišem rangu natjecanja Vitez je završio na 9. mjestu. Prvu premijerligašku pobjedu Vitez je ostvario tek u 7. kolu protiv Širokog Brijega. U drugom dijelu sezone 2013./14. klupu Viteza preuzeo je bivši hrvatski reprezentativac Ante Miše, s kojim je klub bilježio dobre rezultate. Pred početak sezone 2014./15. novim trenerom imenovan je Husnija Arapović. Arapović se nije dugo zadržao na klupi Viteza, nakon nekoliko kola dobio je otkaz, a trener je ponovno postao Miše koji se na klupi zadržao do završnice prvenstva kada ga je naslijedio Valentin Plavčić. Vitez je te sezone ostao je u ligi zahvaljujući boljoj gol-razlici koju je imao od predzadnje ekipe Mladosti iz Velike Obarske. 
Na početku sezone 2016./17. novi trener Viteza postaje Branko Karačić koji je uspio osigurati opstanak u ligi. Sljedeće sezone, u kojoj su ga vodili Boris Pavić i Slaven Musa, Vitez ponovno u zadnjim kolima osigurava opstanak u ligi čime osigurava peti uzastopni nastup u najvišem rangu natjecanja.

## Uspjesi
- Prva liga FBiH (1): 2012./13.

## Stadion
NK Vitez svoje domaće utakmice igra na Gradskom stadionu u Vitezu. Zbog nedobivanja potrebne licence za Gradski stadion Vitez je prvu sezonu u Premijer ligi utakmice odigrao u Zenici na stadionu Kamberovića polje koji posjeduje potrebnu licencu za ovo natjecanje. Gradski stadion u Vitezu dobio je licencu pred početak sezone 2014./15.

## Poznati igrači i treneri
- Velimir Vidić
- Anto Rajković
- Mladen Jurčević
- Dario Pranjković
- Stjepan Badrov
- Ante Miše
- Branko Karačić
- Boris Pavić
- Slaven Musa
- Vjeran Simunić
- Velibor Đurić
- Milan Muminović
- Ivan Livaja
- Zvonimir Kožulj
- Valentin Plavčić (Hans)

## Vanjske poveznice
- Službena stranica